# Мамедов, Рамиз Михманович
Рами́з Михма́нович Маме́дов (азерб. Ramiz Mehman oğlu Məmmədov; 21 августа 1972, Москва, СССР) — российский футболист, защитник. Выступал за сборную России.

## Биография
Рамиз Мамедов родился 21 августа 1972 года в Москве.
Отец — Михман Мамедов, азербайджанец, родом из села Земо-Карабулахи Грузинской ССР, после службы в армии остался в Москве. Мать — русская.

## Карьера

### Клубная
Воспитанник московского «Спартака», в составе которого стал пятикратным чемпионом страны. Выступал за «красно-белых» в 1992—1998 годах. В 1998—1999 годах защищал цвета тульского «Арсенала» и «Крыльев Советов», после чего уехал играть в киевское «Динамо», где стал чемпионом страны. В сезоне 2000/01 играл в составе австрийского «Штурма». Отыграв сезон в Австрии, летом 2001 года вернулся в Россию, в московский «Локомотив», где выступал за дублирующий состав. В 2002 году перешёл в саратовский «Сокол», но из-за травм и разногласий с главным тренером играл только за дубль. Спустя полгода подписал контракт с астраханским клубом «Волгарь-Газпром». В 2003 году выступал за «Луч-Энергию», с которым завоевал малые золотые медали первенства зоны «Восток» второго дивизиона, после чего принял решение завершить карьеру.
В чемпионате России провёл 139 игр, забил 7 мячей.

### В сборной
В 1994—1998 годах провёл 10 игр за сборную России.
Первый футболист, сыгравший за сборную, будучи игроком Первого дивизиона. 18 ноября 1998 года, являясь игроком тульского «Арсенала», сыграл в товарищеском матче против сборной Бразилии (1:5).

## Достижения

### Командные
- Чемпион России (5): 1992, 1993, 1994, 1996, 1997
- Бронзовый призёр чемпионата России: 1995
- Обладатель Кубка России (2): 1993/94, 1997/98
- Финалист Кубка России: 1995/96
- Чемпион Украины: 1999/00
- Обладатель Кубка Украины: 1999/00
- Обладатель Кубка чемпионов Содружества (2): 1993, 1994
- Победитель зоны «Восток» Второго дивизиона России: 2003

### Личные
- В списках 33 лучших футболистов чемпионата России (4): № 1 (1994, 1996), № 2 (1993, 1995)
- Лучший правый защитник чемпионата России по оценкам «Спорт-Экспресс» (2): 1994, 1995[5]